# 北海道文化放送
北海道文化放送（日语：／ Hokkaidō Bunka Hōsō */?），簡稱UHB（UHF Hokkaido Cultural Broadcasting），是日本的一家以北海道為播出地區的電視台，總部設在札幌市。北海道文化放送是富士電視台聯播網（FNN·FNS）的成員，呼號為JOBM-DTV，遙控器號碼是8頻道。

## 資本構成
下表列出2015年3月31日時北海道文化放送的主要股東:224：
| 資本金  | 發行股份總數 | 股東數 |
| ------- | ------------ | ------ |
| 5億日元 | 1,000,000股  | 17     |

| 股東           | 持股數    | 比例  |
| -------------- | --------- | ----- |
| 北海道新聞社   | 481,000股 | 48.1% |
| 富士媒體控股   | 210,000股 | 21.0% |
| 日本經濟新聞社 | 070,00股  | 07.0% |

## 歷史
1969年10月，郵政省在北海道釋出一張電視播出執照，也是北海道的第四張電視執照，吸引59家公司申請:43。當時北海道新聞社和富士電視台均有意獲得這一電視執照。在北海道當地政府的撮合下，59家申請公司最終統合為以北海道新聞社和富士電視台為中心的北海道文化放送:44，並在1971年5月獲得播出執照:44-45。同年6月19日，北海道文化放送舉辦創立總會，6月24日登記設立公司:45。北海道文化放送決定選擇札幌市中央區北1條西14丁目1-5作為總部，並在1971年7月1日開始修建總部大樓。該建築由清水建設修建，共有3層:46。1972年1月14日，北海道文化放送開始進行試播，並從2月3日開始轉播札幌冬奧會賽事:52。
1972年4月1日早晨7時20分，北海道文化放送正式開始播出，播出的第一個節目是「今日天氣」:43。開播時北海道文化放送的訊號覆蓋了北海道66%的家庭，但在半年後這一數字就增加到81.9%:56。據Video Research在1972年4月進行的調查，北海道文化放送的晚間時段（19時至23時）平均收視率是10.1%、黃金時段（19時至22時）是9.9%、全日是4.9%:54-55。1972年度，北海道文化放送的營業額有13.5億日元:55。1974年，北海道文化放送的營業額達21.6億日元，並盈利1.35億日元，首次實現扭虧為盈:65。1975年，北海道文化放送的營業額進一步增加到24.35億日元，盈利達2.24億日元，還首次實現股票分紅:66。
1974年，受到核心局富士電視台收視率低迷的影響，北海道文化放送的收視率也一度下降，1974年5月的黃金時段收視率不到9%:61。為此北海道文化放送進行了大膽的節目調整，在1975年秋季實現收視率達13%:61。同時因北海道是人口較多的政區，北海道文化放送獲得了富士電視網（FNS）理事社的定位:66。1975年和1976年，北海道放送設立了旭川、函館、釧路分公司，加強在北海道內札幌以外地區的廣告營業活動:163-164。1977年3月，北海道文化放送成立了工會:82。
1981年，北海道文化放送協助富士電視台製作的電視劇《來自北國》取得空前成功，在札幌取得了超過20%的收視率，亦帶動了富良野地區的觀光:76。在開播10週年之際，北海道文化放送制定了「因為有趣，所以喜歡」的標語（おもしろいからスキ！），提高了品牌知名度:79-80。1981年，北海道文化放送首次實現全日平均收視率達7%，收視率得以和率先開播的其他三家電視台並駕齊驅:80。由於富士電視台收視率提高，北海道文化放送也水漲船高，在1984年10月至1985年3月的黃金時段收視率達15.5%、晚間時段收視率達15.1%，全日收視率達9.5%，均達到北海道的民營電視台第二位，僅次於北海道放送（HBC）:87。
1983年3月，北海道文化放送在總部鄰接土地修建新總部，並在1984年6月7日竣工。新總部地上有6層，地下有1層，竣工之後令北海道文化放送擁有所有UHF電視台中第二大總部（僅次於中京電視台），以及富士電視網中第五大總部（僅次於富士電視台、關西電視台、東海電視台、西日本電視台）。新總部大樓上的鐵塔高75米，在北海道的電視台中位居第一:90。1983年10月1日，北海道文化放送啟用了現行商標:91。在技術方面，北海道文化放送於1982年導入了電子新聞採集（ENG）系統，1984年開始播出立體聲節目:94-95。
1988年度，北海道文化放送的營業額達101.24億日元，首次突破100億日元:98。同年北海道文化放送的晚間時段收視率達15%，首次超過北海道放送，獲得北海道民營各電視台冠軍:98-99。1990年10月至1991年3月，北海道文化放送首次獲得收視率三冠王:179。1996年10月，北海道文化放送開設了官方網站。翌年10月，北海道文化放送拆除了最初的總部，在原址修建的新總部竣工。
1998年，北海道文化放送啟用了吉祥物ともだっち，其中的蜜蜂在2013年後也是北海道文化放送的吉祥物。2006年，北海道文化放送開始在札幌地區播出數位電視訊號，並於翌年在北海道其他地區亦開始播出數位電視訊號。2011年7月24日，北海道文化放送停播類比電視。2012年，北海道文化放送製作的開播40週年特別節目《小崇小敏的1年餐廳》在日本全國播出。

## 節目
在試播期間，北海道文化放送就播出了《道新新聞》節目，確立了現在UHB新聞節目的基礎:52。在開播當年，北海道文化放送就播出了橫濱航空小型飛機墜毀，以及轉播石狩煤礦爆炸現場的獨家新聞，不僅獲得FNN賞的肯定，也確立了「報道的UHB」口碑:56。1978年，北海道文化放送播出了其首個有主持人出境的新聞節目《道新新聞棱鏡》:69。《道新新聞棱鏡》在播出一年後改名為《電視道新6:30》，播出時間也由10分延長為24分:72。1981年，該節目的《從空中看北方領土》專題獲得了FNN月間賞:75。1984年，《電視道新6:30》和全國新聞部分統合為1小時的新聞節目《uhb晚間新聞》:91。1991年開始，北海道文化放送在FNN莫斯科支局派遣常駐特派員:180。現在北海道文化放送在傍晚播出的帶狀資訊新聞節目是《大家的電視》，自2015年開始在週一至週五16:48至19:00播出。除了該節目之外，北海道文化放送的各節短新聞和週日早晨6時的新聞以《UHB新聞》的名稱播出。
1973年11月開始播出的《星期五11》（フライデー11）是北海道文化放送首個大型主婦向資訊節目:62。播出於1989年至1993年的《TV馬鈴薯Journal》是北海道文化放送首個自製帶狀資訊節目:104-105。1994年開始播出的《Noriyuki的北海道脫口秀》是播出長達18年的自製帶狀資訊節目。每週五晚間19點播出的《小崇小敏樂玩北海道》是現在北海道文化放送唯一的在黃金時段播出的自製節目，也是小崇小敏的冠名節目，該節目也在亞洲旅遊台播出。北海道文化放送是自1987年開始的北海道馬拉松的主辦單位之一，並且也負責該賽事的轉播:176。

## 註释
1. ↑  「三冠」指全日（6:00-24:00）、黃金時間（19:00-22:00）、晚間時段（19:00-23:00）三個時段皆獲得收視率第一。

## 外部連結
- UHB北海道文化放送 （页面存档备份，存于）
- UHB北海道文化放送8ch【廣報】的X（前Twitter）
- YouTube上的UHB北海道文化放送官方頻道
- YouTube上的UHB北海道文化放送非官方頻道（UHB主播的YouTube頻道）